# Gérard Dufau
Pour les articles homonymes, voir Dufau.
Pas d'image ? Cliquez ici

a Compétitions nationales et continentales officielles uniquement.

b Matchs officiels uniquement.
Gérard Dufau, né le 27 août 1924 à Dax et mort le 4 juillet 2002 à Antibes, est un joueur français de rugby à XV évoluant au poste de demi de mêlée.
Évoluant en club sous les couleurs de l'US Dax, du Racing Club de France puis du RC Vichy, il porte le maillot de la sélection nationale pendant près de dix années.

## Biographie
Gérard Dufau naît le 27 août 1924 à Dax, et joue plus tard dans le club de sa ville natale, l'Union sportive dacquoise.
Gérard Dufau ne fut pas de la saison enfin victorieuse du Racing en finale (en 1959), ayant été transféré au RC Vichy courant 1957, ville où il deviendra professeur d’éducation physique, tout en jouant à son poste de prédilection jusqu'en 1962. Il est lors de l'été 1951 annoncé au Celtic de Paris monté par Maurice Tardy en rugby à XIII mais décline l'offre.
Gérard Dufau est lauréat des Oscars du Midi olympique en 1956.
Il fut aussi l’entraîneur de l'équipe de Vichy durant 18 ans, de 1958 à 1975, après en avoir été capitaine durant toute sa période de joueur.
Dufau meurt le 4 juillet 2002 à Antibes.

## Palmarès
- Victoire dans le Tournoi des Cinq Nations en 1955 (ex æquo avec le pays de Galles)
- Coupe d'Europe FIRA de rugby à XV 1954
- Finaliste du championnat de France 1950 et 1957

## Statistiques en équipe nationale
- 38 sélections en équipe de France, de 1948 à 1957 (capitaine en 1956)
- 1re sélection le 1er janvier 1948 contre l'Irlande
- Sélections par année : 2 en 1948, 2 en 1949, 3 en 1950, 4 en 1951, 2 en 1952, 4 en 1953, 6 en 1954, 5 en 1955, 4 en 1956, 6 en 1957.
- Tournois des Cinq Nations disputés : 1948, 1949, 1950, 1951, 1952, 1953, 1954, 1955, 1956, 1957.